# Skalákův mlýn
Skalákův mlýn – Park kultůry a voddechu pro nepřizpůsobivé (nebo zkráceně také „Mlejn“, na mapách též pod názvem Brázdův Mlýn) je kulturní centrum na Třebíčsku. Jedná se o komplex budov v podobě repliky tvrze, přebudované z objektu bývalého mlýna na řece Želetavce. Leží západně od obce Meziříčko, v prostorách tvrze se nachází čajovna, antikvariát, kaple a ubytovna. Blízkými sídly jsou městys Želetava a města Telč a Moravské Budějovice.
V prostorách komplexu jsou pořádány poetické a undergroundové festivaly, často si objekt pronajímají také pořadatelé rave a techno festivalů, které do oblasti Meziříčka lákají tisíce posluchačů, mimo domácích se jedná především z návštěvníky z blízkého Rakouska. S tím souvisejí problémy s hlukem, odpadky a škodami na okolních pozemcích, které způsobují nadlimitní účastníci četných technopárty. Vzhledem k tomu, že se komplex stále rozrůstá, jsou vlastníci kulturního centra také ve sporech se stavebním úřadem, který brání např. černým stavbám v korunách stromů. 
Plán na založení alternativního kulturního centra v Československu vznikl již v sedmdesátých letech 20. století. Kvůli komunistickému procesu s Chartou 77 však byl tento plán odložen až do roku 1989, kdy se pronásledování disidenti, především Miroslav Skalický, František Stárek, Jiří Kostúr nebo Ivan Martin Jirous, mohli beztrestně projevovat. Skalickému se poté podařilo získat právě prostory bývalého Brázdova mlýna bez vodního motoru, které nechal přebudovat na tvrz.
Pravidelně pořádanými akcemi jsou tradiční Underground festival Magorovo Vydří, několikadenní střetnutí členů předrevolučního undergroundu pojmenované na počest „Magora“ Jirouse s bigbítovým a folkovým hudebním doprovodem (Jaroslav Hutka, The Hever and Vazelína Band, The Plastic People of the Universe aj.), Meziprostor, DIY kulturní festival se spirituálním přesahem, Stone Smoker zaměřený především na psychedelii a stoner rock nebo nezávislý Festival Napříč, který v září uzavírá festivalovou sezónu.